# Mesodermochelys
La mesodermochelide (gen. Mesodermochelys) è un rettile estinto appartenente alle tartarughe. Visse nel Cretaceo superiore (Santoniano - Maastrichtiano, circa 85 - 70 milioni di anni fa) e i suoi resti fossili sono stati ritrovati in Giappone.

## Descrizione
Questo animale doveva essere molto simile all'odierna tartaruga liuto (Dermochelys coriacea). Le dimensioni variavano da poco più di un metro (nella specie più primitiva, non ancora descritta ufficialmente) a quasi due metri (nella specie Mesodermochelys undulatus). Un omero isolato lungo 50 centimetri fa supporre l'esistenza di esemplari lunghi oltre due metri. Come molte tartarughe marine evolute, Mesodermochelys era dotata di pagaie anteriori molto allungate. Il carapace era costituito da piccoli scudi; solo gli scudi neurali (o spinali) erano dotati di solchi.

## Classificazione
Il genere Mesodermochelys venne descritto per la prima volta nel 1996, sulla base di fossili ritrovati in Giappone in strati del Cretaceo superiore. Sembra vi fossero due forme di Mesodermochelys: una più antica, piccola e primitiva, risalente al Santoniano, i cui fossili sono stati ritrovati esclusivamente nell'isola di Hokkaido; l'altra, M. undulatus, è particolarmente abbondante nei terreni del Maastrichtiano nella prefettura di Hokkaido, anche se altri resti provengono dalle prefetture di Hyogo e Kagawa in strati del Campaniano - Maastrichtiano (Hirayama, 2012). 
Mesodermochelys è solitamente considerato uno stretto parente o un antenato dell'attuale tartaruga liuto (Hirayama e Chitoku, 1996; Kear e Lee, 2006). Analisi cladistiche effettuate nel 2007, tuttavia, indicano che le prove in questo senso sono piuttosto scarse (la parziale perdita delle scaglie del carapace) (Joyce, 2007). Un'altra analisi cladistica ha indicato che Mesodermochelys, Toxochelys e i chelonioidi primitivi formerebbero una politomia irrisolta alla base dei panchelonioidi (Anquetin, 2009); altri studi ancora indicano che Mesodermochelys potrebbe essere ancora più basale di Toxochelys (Perez-Garcia, 2012), ma altri infine ripristinerebbero una stretta parentela con Dermochelys (Bardet et al., 2013).